# 百泉 (河北省)
37°01′00″N 114°31′25″E / 37.01667°N 114.52361°E

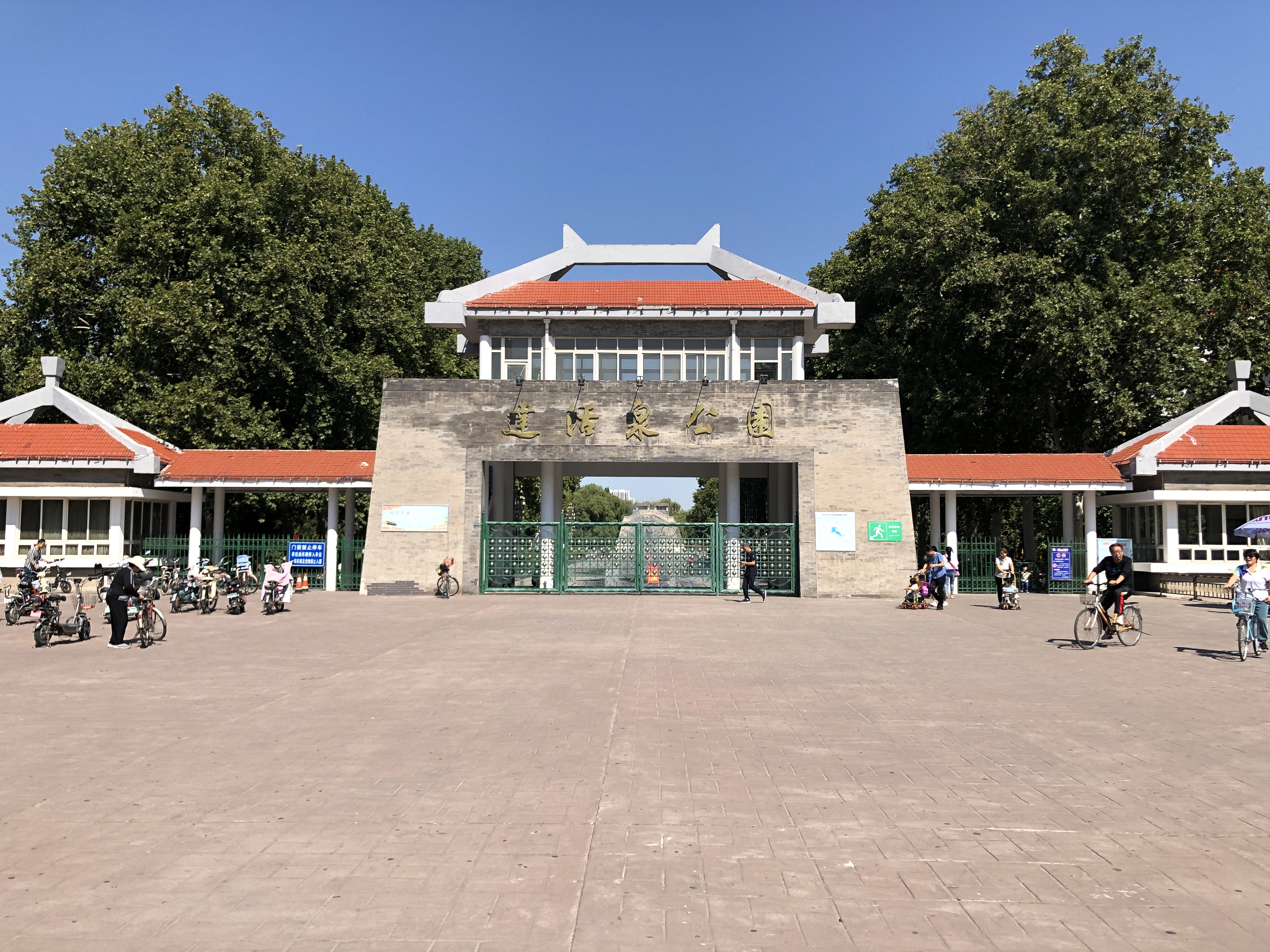
达活泉公园

百泉为中国河北省一泉群的统称。该泉群位于邢台市境内京广铁路两侧，太行山东麓山脚冲积扇内，分布广达20多平方公里。泉群有分珍珠泉、银沙泉、韩家泉等小泉群。
泉群下为喀斯特地貌，溶洞发达，地下水丰富，而底层上覆盖有不透水的沉积层，使得东流的地下水受到隔阻，向上溢出形成泉水。大部分泉为上升泉，也有部分下降泉，并有十多处自流泉。泉群水质较硬，水量丰富，随季节周期略有变化，但水量基本稳定。泉群补给区面积达1300多平方千米，泉水来源主要是降雨，也靠地表径流补给。
百泉由顺水河流域的15个泉群组成，泉域总面积3800平方千米，出露面积16平方千米，整个泉群分为南北两大部分：南部泉群有百泉、黑龙潭、葫芦套、葫芦头、狗头泉、珍珠泉、和尚泉、华庄泉、银沙泉、赵家滩泉、洛泉等，泉水汇入顺水河；背部泉群有达活泉、紫金泉、白沙泉、野狐泉等，泉水汇入牛尾河。历史上百泉的泉水是邢台重要的灌溉水源。20世纪80年代后，由于降水减少，加之上游大量开采地下水，百泉流量大减，曾多次出现干涸。

## 延伸阅读
[在维基数据编辑]
 《欽定古今圖書集成·方輿彙編·山川典·百泉部》，出自陈梦雷《古今圖書集成》